# Roger Linet
Roger Linet, né le 7 mars 1914 à Cours-les-Barres (Cher), mort le 15 février 2003 à Chargé (Indre-et-Loire) est un syndicaliste et homme politique français. Membre du parti communiste il a été député de la Seine de 1951 à 1955.

## Biographie

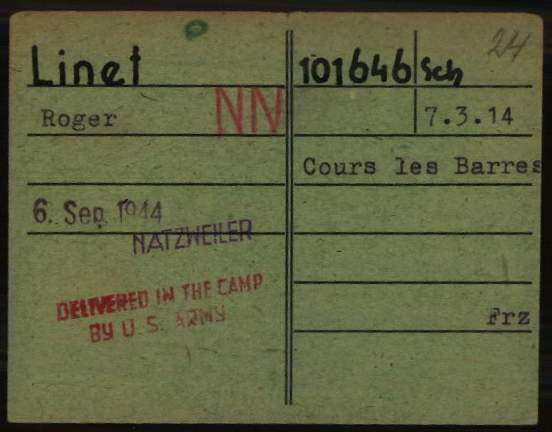
Carte d'enregistrement de Roger Linet en tant que prisonnier dans le camp de concentration nazi de Dachau

Fils d'un ouvrier métallurgiste de la Nièvre et d'une femme de ménage, Roger Linet, après avoir obtenu le certificat d'études primaires, entre en apprentissage aux usines métallurgiques de Varennes-Vauzelles. Tourneur chromeur il vient en région parisienne pour exercer son métier dans une usine de Levallois-Perret. Dès 1933 il milite au syndicat des métaux de la CGTU. Il adhère l'année suivante au Parti communiste français. Devenu permanent syndical au temps du Front populaire, il est secrétaire du syndicat des métaux CGT des 10e et 11e arrondissements de Paris en 1938-1939. Mobilisé en 1939, fait prisonnier en 1940, il s'évade et devient un des responsables de la Résistance communiste en région parisienne. Commissaire interrégional des FTP, il est arrêté au début de l'année 1943. En juillet 1943 il est déporté au camp de Natzweiler-Struthof, avant d'être transféré au camp de Dachau, d'où il est libéré le 29 avril 1945.
De retour en France, il est de 1945 à 1947 un des secrétaires de l'Union des syndicats des métaux de la région parisienne (USTM-CGT). En avril 1947, sur la demande de Benoît Frachon, il est désigné pour renforcer le syndicat CGT des usines Renault de Boulogne-Billancourt, où une grève « spontanée » a éclaté, dont les revendications mettent à l'épreuve la coalition tripartite gouvernementale (PCF-SFIO-MRP). Sur cet épisode Roger Linet témoigne :
« Benoît Frachon m'avait dit le 29 avril : « Va donner un coup de main à nos camarades de chez Renault; ils sont en difficulté; restes-y pendant trois semaines s'il le faut, en permanence... ». Pour moi, cela durera jusqu'en novembre 1958. »
Roger Linet devient alors le secrétaire général du syndicat CGT des usines Renault. Parallèlement le Parti communiste, dont il est membre du Comité central de 1950 à 1954, le présente à la députation en juin 1951 dans le 4e secteur du département de la Seine. Bien que placé en quatrième position, derrière Maurice Thorez, Alfred Malleret-Joinville et Marie-Claude Vaillant-Couturier, pour 9 sièges à pourvoir, il est élu. Aux élections de janvier 1956, il rétrograde d'un rang dans l'ordre des candidats et il est logiquement battu. Il quitte la direction du syndicat CGT de Renault en 1958, laissant sa place à Claude Poperen.
Il devient ensuite directeur du Centre Suzanne-Masson de rééducation pour handicapés physiques, œuvre sociale de la Fédération des travailleurs de la métallurgie CGT. Le retraite venue, il se lance dans l'écriture d'ouvrages historiques basés sur son expérience syndicale et politique.

### Distinctions
- Croix de guerre 1939-1945
- Médaille de la Résistance
- Légion d'honneur

### Hommage
Depuis 2011 il existe à Paris dans le 11e arrondissement une Esplanade Roger-Linet.

## Œuvres
- 1933-1943 La traversée de la tourmente, éditions Messidor, Paris, 1990 (préface de Gaston Plissonnier).  (ISBN 2-209-06402-3)
- 1943-1945 La Résistance en enfer, éditions Messidor, Paris, 1992 (en collaboration avec Roger Leroy et Max Nevers).
- CGT : lendemains de guerre 1944-1947, Hachette-Pluriel, Paris, 1995 (avant-propos de Henri Krasucki).  (ISBN 2-01-278786-X)
- Renault 1947-1958. Les années chaudes de la guerre froide, éd. Le Temps des cerises, 1997 (préface de Jean-Louis Fournier, secrétaire général de la Fédération des travailleurs de la métallurgie CGT).  (ISBN 2-84109-086-8)